# Lissarca trapezina
Lissarca trapezina är en musselart som först beskrevs av F. Bernard 1897.  Lissarca trapezina ingår i släktet Lissarca och familjen Philobryidae. Inga underarter finns listade i Catalogue of Life.